# José Arturo Rivas
José Arturo Rivas Mortera, född 18 oktober 1984, är en mexikansk fotbollsspelare som spelar för UANL. Han har även representerat Mexikos landslag.